# Germantown (Ohio)
Germantown – wieś w USA, w stanie Ohio, w hrabstwie Montgomery.
Liczba mieszkańców w 2000 roku wynosiła 5 547, a w roku 2012 wynosiła 5 525.